# Künstler in Messina
Zu den Künstlern in Messina, die hier genannt werden, zählen Maler, Bildhauer und Architekten, die ab dem 15. Jahrhundert in Messina tätig waren. Viele der Gemälde und Skulpturen befinden sich heute im Museo Regionale di Messina. 

## Maler

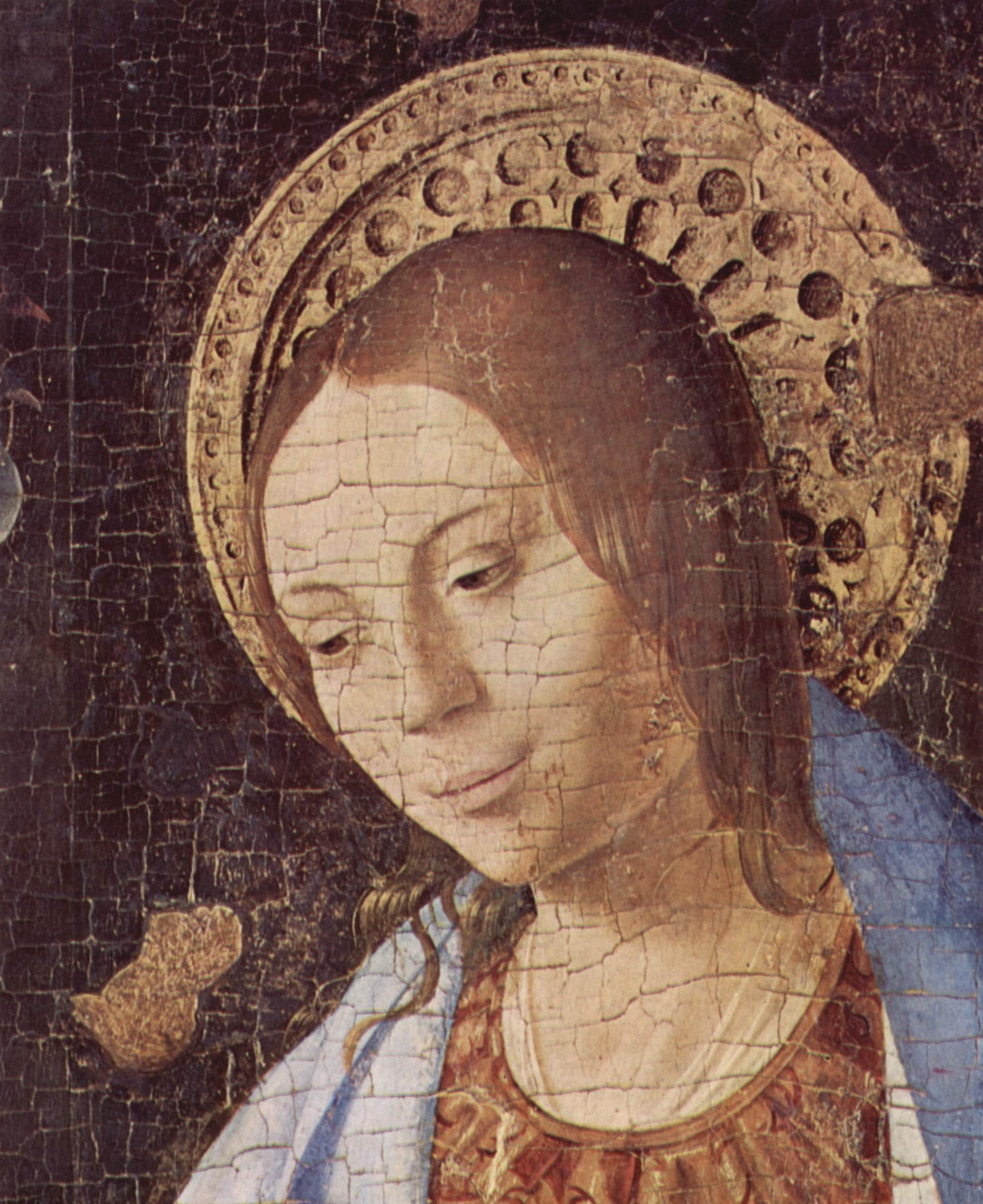
Antonello da Messina: Die Verkündigung
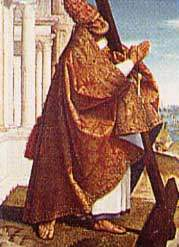
Girolamo Alibrandi: Petrus
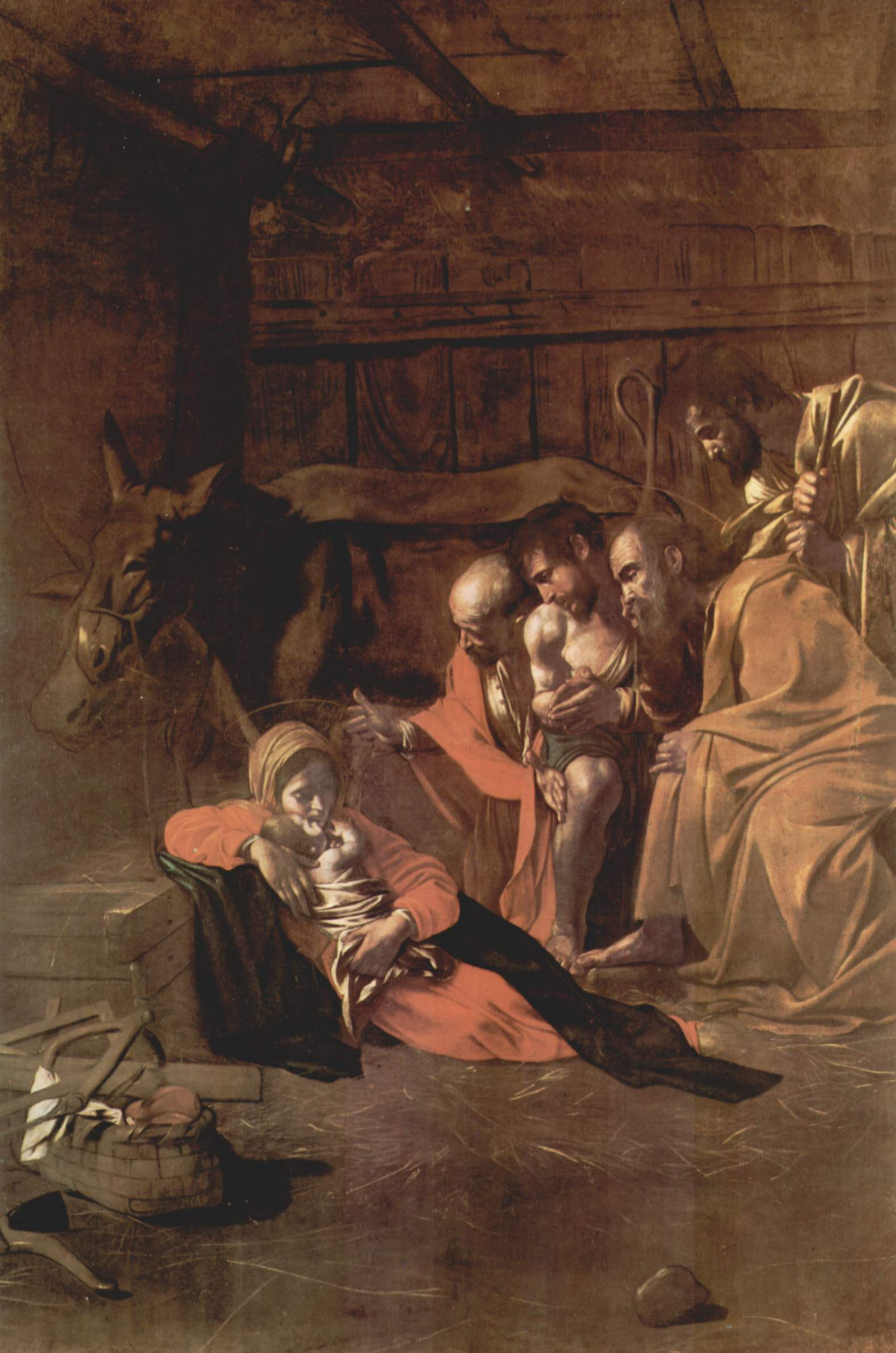
Michelangelo Merisi da Caravaggio: Anbetung des Kindes
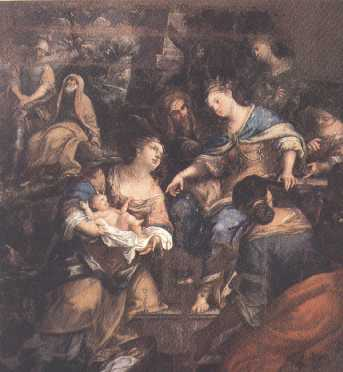
Giovanni Tuccari: Der aus den Gewässern gerettete Moses

- Antonello da Messina (1430–1479), vorwiegend Kirchengemälde
- Antonello de Saliba (1466–1535), Neffe und Schüler des Antonello da Messina
- Girolamo Alibrandi (1470–1524), auch Raffaello da Messina, Kirchengemälde
- Antonio Giuffrè (1493–1543), Schüler des Antonello da Messina
- Polidoro da Caravaggio (1495–1543), Altarbilder und Kirchengemälde
- Michelangelo Merisi da Caravaggio  (1571–1610), Werke im Museo Regionale di Messina
- Matthias Stomer  (1600–1650),  Werke im Museo Regionale di Messina
- Mattia Preti (1613–1699), Gemälde der Madonna della Lettera, der Schutzpatronin Messinas
- Giovanni Tuccari (1667–1743), Kirchengemälde in der Chiesa Santa Maria delle Grazie
- Nicola van Houbraken  (1668–nach 1724), Werke in verschiedenen Kirchen Messinas

Nicht in Messina, sondern in Brüssel und Antwerpen tätig war der flämische Maler Colijn de Coter (1446–1538), von dem sich das Fragment einer Kreuzabnahme im Museo Regionale di Messina befindet.

## Bildhauer

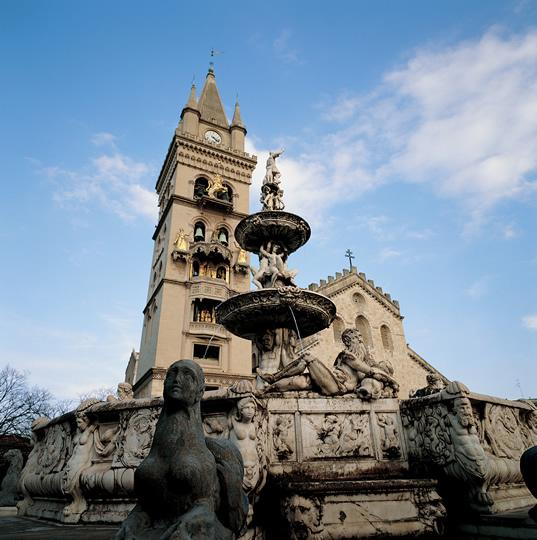
Giovanni Angelo Montorsoli: Orionbrunnen
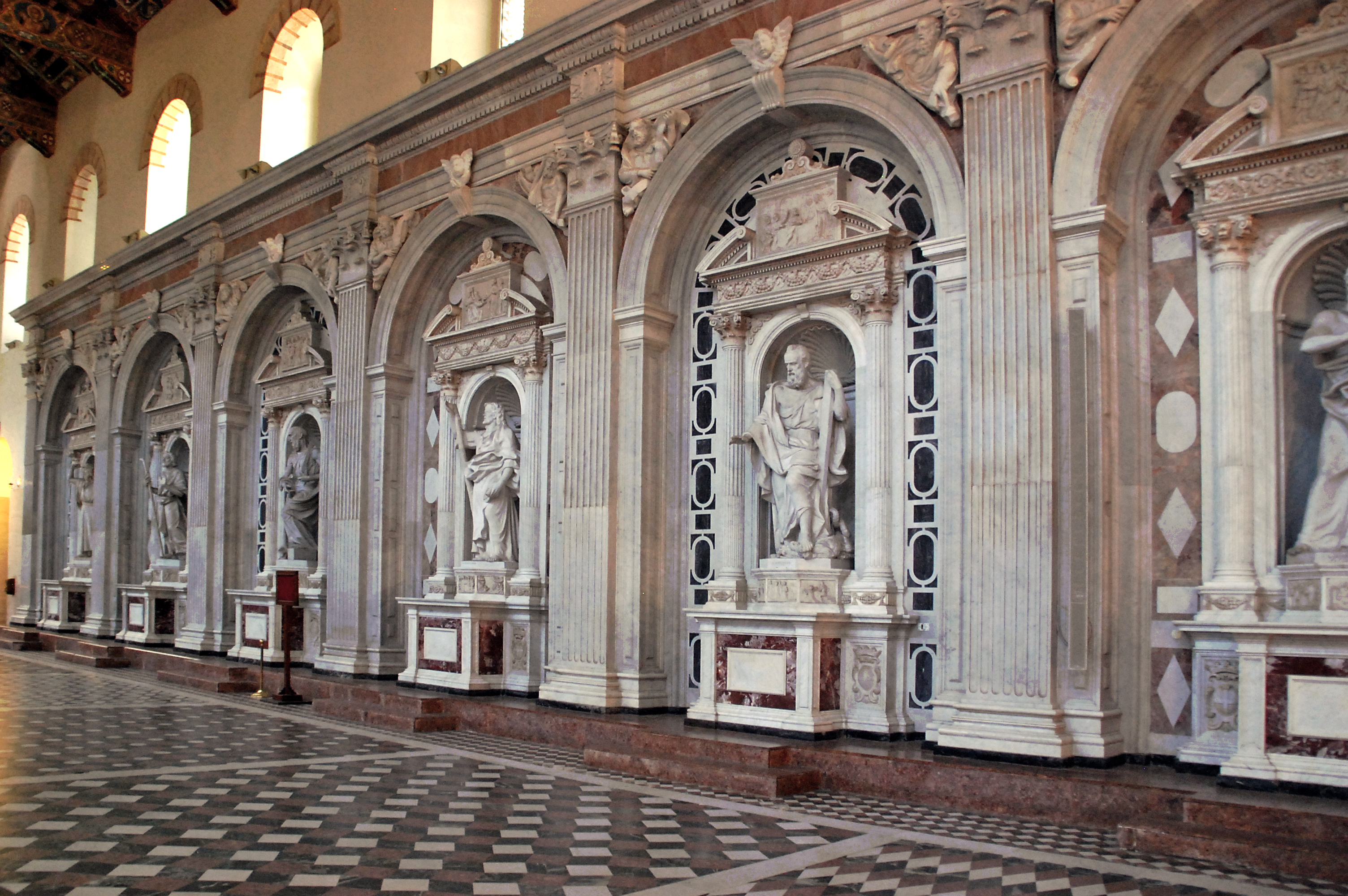
Giovanni Angelo Montorsoli: Statuen der Apostel im Dom
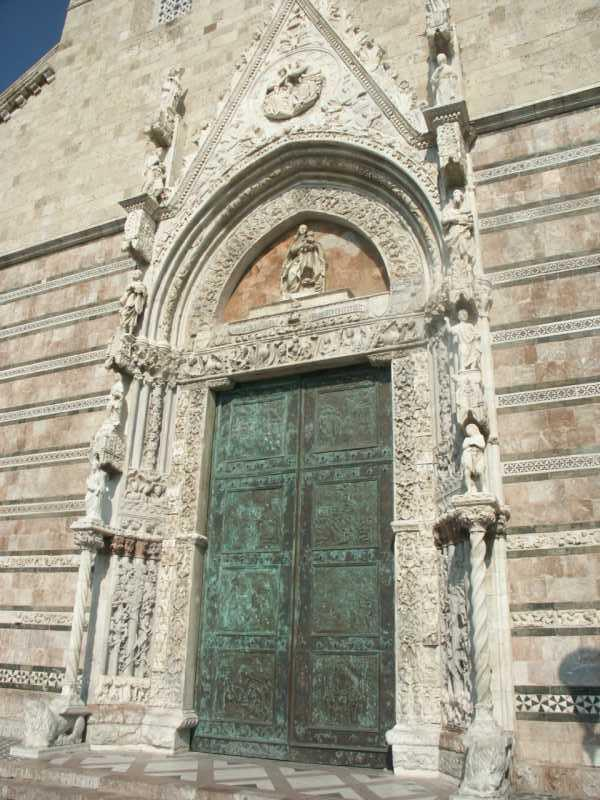
Giovanni Battista Mazzolo: Gotisches Portal des Doms
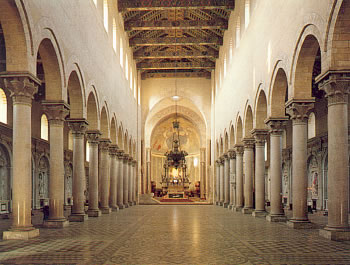
Andrea Calamech: Kanzel im Dom

- Antonello Gagini (1478–1536), Figur in der Cappella di San Giovanni Battista im Dom
- Giovanni Angelo Montorsoli (1507–1563), Orionbrunnen, Statuen der Apostel im Dom
- Andrea Calamech (1524–1589),  Kanzel im Dom
- Rinaldo Bonanno (1545–1600), Statue Gigante con cavallo im Dom
- Giovanni Battista Mazzolo (16. Jahrhundert), Domportalfiguren und Marmorrelief in der Cappella dei Canonici im Dom

## Architekten

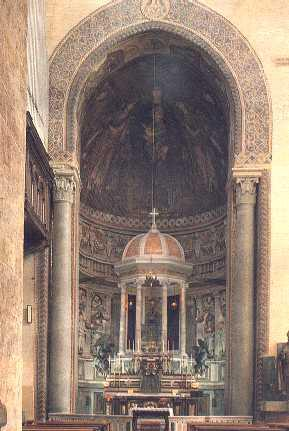
Giacomo del Duca: Sakramentskapelle im Dom
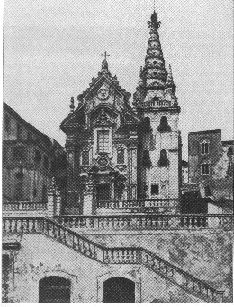
Andrea Calamech: Chiesa di San Gregorio
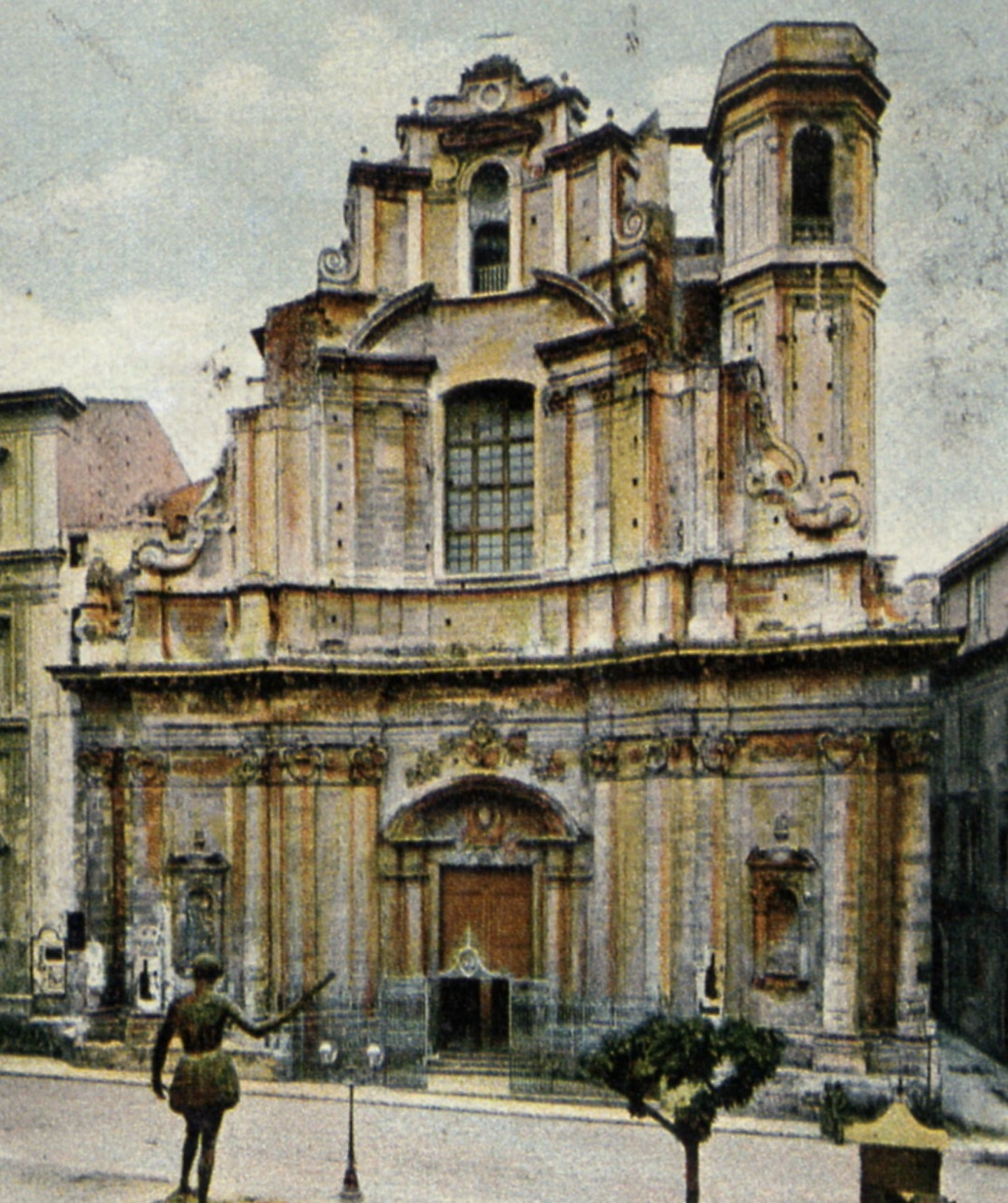
Guarino Guarini: San Annunziata dei Teatini
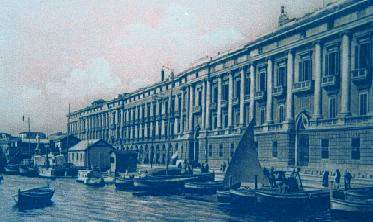
Giacomo Minutoli: Palazzata vor 1908

- Giacomo del Duca (1520–1604), Schüler des Michelangelo, Stadtbaumeister
- Andrea Calamech (1524–1589), Chiesa di San Gregorio
- Natale Masuccio (1568–1619), Architekt der Jesuiten, Palazzo del Monte di Pietà
- Guarino Guarini (1624–1683), San Annunziata dei Teatini
- Simone Gullì, (17. Jahrhundert), Architekt der Palazzata
- Giacomo Minutoli (1765–1827), Architekt der Palazzata